# アクティブ!ベースボール
アクティブ!ベースボールは、日本プロ野球の公式戦について、J SPORTS、スカイ・エー、GAORAの3社（計6チャンネル）が提携して、他社が放映権を保有するカードを放送する際に使用するプロ野球中継のタイトルである。

## 放送までの経緯
2004年までは、放映権を持ちながらも番組枠の関係で生放送ができない場合は、スカパー!のプロ野球向けチャンネルセットの契約者向けにペイ・パー・ビューチャンネルであるパーフェクト・チョイス（現・スカチャン）で生放送を行うか、自らのチャンネルで深夜ないし翌朝に録画中継（ニアライブ=撮って出し）していた。
特に、ロッテホームゲームの中継は2002～2004年の3シーズンにわたってパーフェクト・チョイスでしか放映されなかった（それ以前はスポーツ・アイ ESPNとJ SKY SPORTS（ともに現・J SPORTS）で中継されていた）ため、パーフェクト・チョイスを視聴することができない東経110度CSデジタル放送のスカイパーフェクTV!110（現・スカパー!e2→スカパー!）、あるいは一部のケーブルテレビを経由しての加入者は全く見られない状況であった。
この状況の改善を目指し、2005年シーズンからはJ SPORTSで千葉ロッテマリーンズ戦を放送すると共に、スカイパーフェクTV!110の委託放送事業者であるアクティブ・スポーツ・ブロードキャスティングに番組を供給している4社（当時）間で放送カードを融通することにより、交流試合を除くパシフィック・リーグ全試合の生中継が可能となった。
ちなみに、題名の「アクティブ」は「アクティブ・スポーツ・ブロードキャスティング」から来ている。
2012年から、スカパー!e2のJ SPORTSがBSデジタル放送に移行し、アクティブ・スポーツ・ブロードキャスティングからJ SPORTSの単独運営に移行したこともあり（GAORAとスカイ・Aも2012年12月にスカパー!でのハイビジョン放送開始とし、同時に単独運営に移行した。その後アクティブ・スポーツ・ブロードキャスティングは2012年12月に解散）、このタイトルは使わないが、相互補完の放送は行う。
2013年より、ロッテ、オリックスの放映権がFOX SPORTS ジャパンに移行したことと、アクティブ・スポーツ・ブロードキャスティングの解散もあり事実上終了となった。ただし放送は継続している。

## テーマタイトル
（2007年版）
- コンピュータ画像にGAORA、J SPORTS、スカイ・Aスポーツプラスの3社の局名ロゴが映し出され、次に「融合」というランプが点滅。
- その後再び3社のロゴが入り右上（J SPORTSのロゴの右上）に、「START>」の文字が入る。
- そしてホームベースをあしらったCG（バックは選手シルエットイラスト）が写され、そのホームベースからいくつもの枝分かれしたグラフィックが3つの分岐点から登場し、最終的に野球場のCGになり、そこから題名の「アクティブ!ベースボール（ACTIVE! BASEBALL）2007」の題字とタイトルナレーションが入る。

## 放送カード
- 日本ハム主催　制作:北海道日本ハムファイターズ・GAORA、放送:J SPORTS（2012年は日程の関係で全試合GAORAで放送できたため放送なし）
- 楽天主催　制作:楽天野球団・J SPORTS、放送:スカイ・A sports+もしくはGAORA（2011年までは 制作:スカイ・A sports+、放送:J SPORTSもしくはGAORA）
- ロッテ主催（2012年まで）　制作：千葉ロッテマリーンズ・J SPORTS、放送:スカイ・A sports+もしくはGAORA
- オリックス主催　制作：オリックス野球クラブ・J SPORTS、放送:スカイ・A sports+もしくはGAORA
- 広島主催　制作:J SPORTS（地上波中継時は在広民放4社）、放送:スカイ・A sports+もしくはGAORA
  - 生中継する局ではなく、本来放映権を持っている局が制作を担当し、基本的に普段のフォーマットに則った中継を行う。
  - 日本ハムのビジターの場合なるべくGAORAで放送するなど、代替チャンネル選択にも配慮が行われる。また、生中継チャンネルが視聴できない視聴者への配慮として、原則本来のチャンネルでの録画中継を同日か翌日に行う。

- 2007年以前は横浜主催ゲームも含まれていたが、2008年から横浜戦の中継が全試合J SPORTSからTBSニュースバード（2014年からはTBSチャンネル）に移行した（この場合、巨人戦の中日・広島主催試合と重複して放送される日は巨人戦をTBSチャンネルで放映するため、アクティブベースボールの編成からは外れる）。
- 2007年までの横浜、2011年までの楽天主催試合のうち、アクティブ!ベースボール参加各局で編成の都合がつかない場合はスカチャンで生中継する場合があった（スカチャンは基本的にケーブルテレビへの配信をおこなっていないため、ケーブルテレビでは視聴できない場合もあった）。特に2007年以前はJ SPORTSが7球団、GAORA、スカイ・エーが2球団ずつの放映権 を持っていたためそういう事態が発生した。
- 2011年までは広島主催試合が(2011年までの)アクティブ!ベースボール扱いになることはなかったが、J SPORTSがBSデジタル放送を開始した2012年以降、NHK BS1での生中継が行われる試合はスカイ・A sports+もしくはGAORAで生中継される。J SPORTSが放映権を持つ中日、オリックス、ロッテ、楽天主催試合は他のBSデジタル局との（NHK BS1とロッテ、楽天主催試合はTwellVも）同時生中継が行われることから、広島主催試合のみ該当すると考えられる。但し、2013年はNHK BS1とJ SPORTSとの並行放送も行われた。
- 2013年からはJ SPORTSの担当球団が中日と広島のみ（パ・リーグはFOX bs238、FOX他FOXインターナショナル・チャンネルズ運営チャンネル＜製作・配給はFOX SPORTS ジャパン＞にロッテ・オリックス・ソフトバンク、GAORAに日本ハム、テレ朝チャンネル2に西武、日テレプラスに楽天が配分）となったことと、広島戦でのNHK BS1とJ SPORTSの並列放送が再開されたため、相互補完放送となるのは阪神と日本ハムの主管試合が重なり、阪神戦をGAORAで生放送する場合の日本ハム戦をスカイ・Aで放送する場合のみで、実際は1試合のみだった。

1. ↑  J SPORTSが中日、広島、ソフトバンク、西武、横浜、オリックス、ロッテ、GAORAが阪神、日本ハム、スカイ・エーが阪神、楽天。そのうち太字がアクティブ!ベースボール対象外
2. ↑  ちなみにJ SPORTS 2のBS移行後に行われた2011年のクライマックスシリーズ・セ ファイナルステージの中日対ヤクルトはNHK BS1が生中継する1-4戦はスカチャンでの生中継、BS移行前のJ SPORTS 3での録画中継だったが、2012年のファーストステージは全試合NHK BS1とJ SPORTSが並行放送を行った。
3. ↑  FOX系のうちFOXムービー プレミアムで放送される試合は放映権上CATV/IPTVのみでの放送となっているため、スカパー!およびスカパー!プレミアムサービスではスカチャンでの放送になるが、数試合のみJ SPORTSとフジテレビONEでの放送が実施されている。2014年よりFOXムービー プレミアムでの野球中継がスカパーでも可能になった。

## 特別番組
- 2009年5月に第5回セ・パ交流戦の開催を記念した特別番組「日本生命セ・パ交流戦解体新書」がアクティブ!ベースボールに参加する3局が放送局の垣根を越えて共同製作・放送される。
- 過去4年間の交流戦を振り返り、また、第5回大会へ向けた様々な見所や情報、解説者座談会を届ける30分番組。
- 座談会の出席者
  - 内藤尚行（J SPORTS解説者）
  - 亀山努（GAORA解説者）
  - 阿波野秀幸（スカイ・エー・J SPORTS解説者）
  - 大前一樹（J SPORTS実況アナウンサー　座談会司会）